# Emory B. Pottle
Emory Bemsley Pottle, född 4 juli 1815 i Naples, New York, död 18 april 1891 i Naples, New York, var en amerikansk republikansk politiker. Han var ledamot av USA:s representanthus 1857–1861.
Pottle studerade juridik och inledde 1838 sin karriär som advokat i Ohio. Han återvände senare till hemstaden Naples. År 1857 efterträdde han Andrew Oliver som kongressledamot och efterträddes 1861 av Jacob P. Chamberlain.